# Chromadorina micoletzkyi
Chromadorina micoletzkyi is een rondwormensoort uit de familie van de Chromadoridae. De wetenschappelijke naam van de soort is voor het eerst geldig gepubliceerd in 1962 door Inglis.